# Pintores de la realidad poética
Pintores de la realidad poética fue un grupo de pintores quienes en Francia, en la primera mitad del siglo XX, adoptaron el nombre para agruparse inicialmente a manera de trío: Brianchon, Legueult, Oudot. Poco tiempo después se agregaron al grupo inicial Constantin Terechkovitch, después Jules Cavaillès. Más tarde se sumaron  Christian Caillard,  Roger Limouse, y André Planson, hasta integrar un grupo de ocho artistas, según lo que reseña Gisèle d’Assailly en su libro editado en 1947.

## Escuela pictórica
La característica común del grupo así denominado fue su vinculación original con el fovismo y la riqueza cromática de su expresión artística que estuvo vinculada esencialmente a la pintura figurativa.

## Exposiciones notables
- 9 al 25 de junio de 1949, "Les Pintores de la realidad poética", Galerie Bernier, en París
- 11 de noviembre al 5 de diciembre de 1950, "Les Pintores de la realidad poética", Galería Motte, en Ginebra, Suiza
- noviembre de 1950, "Los ocho pintores de la realidad poética", Galería Romanet, París
- junio de 1955, Realidad y Poesía o el placer de pintar, Galería Romanet, París
- 6 julio al 30 de septiembre de 1957, « Les Pintores de la realidad poética », La Tour-de-Peilz, en Vevey, Suiza
- verano de 1958, "Realidad poética", Musée de l'Athénée, Ginebra
- 1972, “Les maîtres de la realidad poética“, Galería des Granges, Ginebra
- abril a mayo de 1973, "Les maestros de la realidad poética y de la tradición francesa", Galería Pro-Arte, en Bevaix, Suiza
- julio a octubre de 1976, "Les Pintores de la realidad poética", Galería des granges, Ginebra
- 1977, "Les Pintores de la realidad poética", en Tokio
- 30 de marzo al 28 de abril de 1985, "Les Pintores de la realidad poética", Galería Triade en Barbizon
- 19 mayo al 11 de julio de 1987, "Les Pintores de la realidad poética", Galería Jean-Pierre Joubert, en París
- 30 de abril al 31 de mayo de 1994, "Les Pintores de la realidad poética", Palexpo, Ginebra
- 25 de junio al 19 de septiembre de 2011, “Los ocho de la realidad poética“, museo de bellas artes de Gaillac
- 3 de abril al 17 de junio de 2012, "Les Pintores de la realidad poética",museo de la Abadía de Saint-Claude
- 24 de julio al 17 de septiembre de 2016, "Les Pintores de la realidad poética", Castillo de Laroquebrou
- 2019, "Con los pintores de la realidad poética", Museo Edgar Mélik, Cabries
- 2021, Una visión feliz: los pintores de la realidad poética", Museo Yves Brayer, Baux-de-Provence, Francia